# 河本ダム
河本ダム（こうもとダム）は、岡山県新見市にある高梁川水系の西川に建設されたダムである。

## 概要
岡山県備中県民局の高梁川ダム統合管理事務所が管理する、日本国内に13基しかない中空重力式コンクリートダムの1つであり、工業用水供給、洪水調節、発電を目的とした多目的ダムである。高梁川水系の西川とその支流である本郷川の合流点付近に建設された。その約1km先が西川と高梁川本川の合流点であり、新見市街地にも近い。

## 工業用水道
高梁川河口の倉敷市水島地区は、1941年に三菱重工業水島航空機製作所（現・三菱自動車工業水島製作所）が建設されて以降、川崎製鉄水島製鉄所（現・JFEスチール西日本製鉄所倉敷地区）、三菱石油水島精油所、日本鉱業水島製油所（いずれも現・ENEOS水島製油所）等の大企業が相次いで進出したことにより水島臨海工業地帯として発展した。このため岡山県は、水島臨海工業地帯に工業用水を安定的に供給するため水島工業用水道事業に着手し、その第1期事業の水源施設として河本ダムを建設することにした。第1期事業（給水能力122,500m3/日）は1961年7月に一部給水が開始され、河本ダムは総事業費43億円をかけて1964年2月に完成した。なお、当初は高梁川本川中流部の高梁市中井地先に「方谷ダム」を建設する計画であったが、その後中止になったため代案として河本ダムが建設された。
その後、工業用水の需要が拡大したため水島工業用水道の給水施設拡充が図られ、新成羽川ダムを水源とした第2期事業の給水が1968年4月に、第3期事業の給水が1970年9月に開始した。さらに1971年からは千屋ダム等を水源とした第4期事業に着手し、1975年から一部給水を開始した。しかし、第1期事業は設備の老朽化および経済情勢の変動による工業用水需要の減少により、第4期に統合される形で昭和54年度末に廃止され、以降河本ダムは第4期事業の水源施設となった。水島工業用水道の現在の給水能力は第2期（201,500m3/日）、第3期（206,500m3/日）、第4期（300,000m3/日）の計7,080,000m3/日となっている。

## 歴史
- 1958年（昭和33年） 計画調査開始。
- 1961年（昭和36年）4月1日 ダム着工。
- 1964年（昭和39年）2月7日 竣工。

## 新見発電所

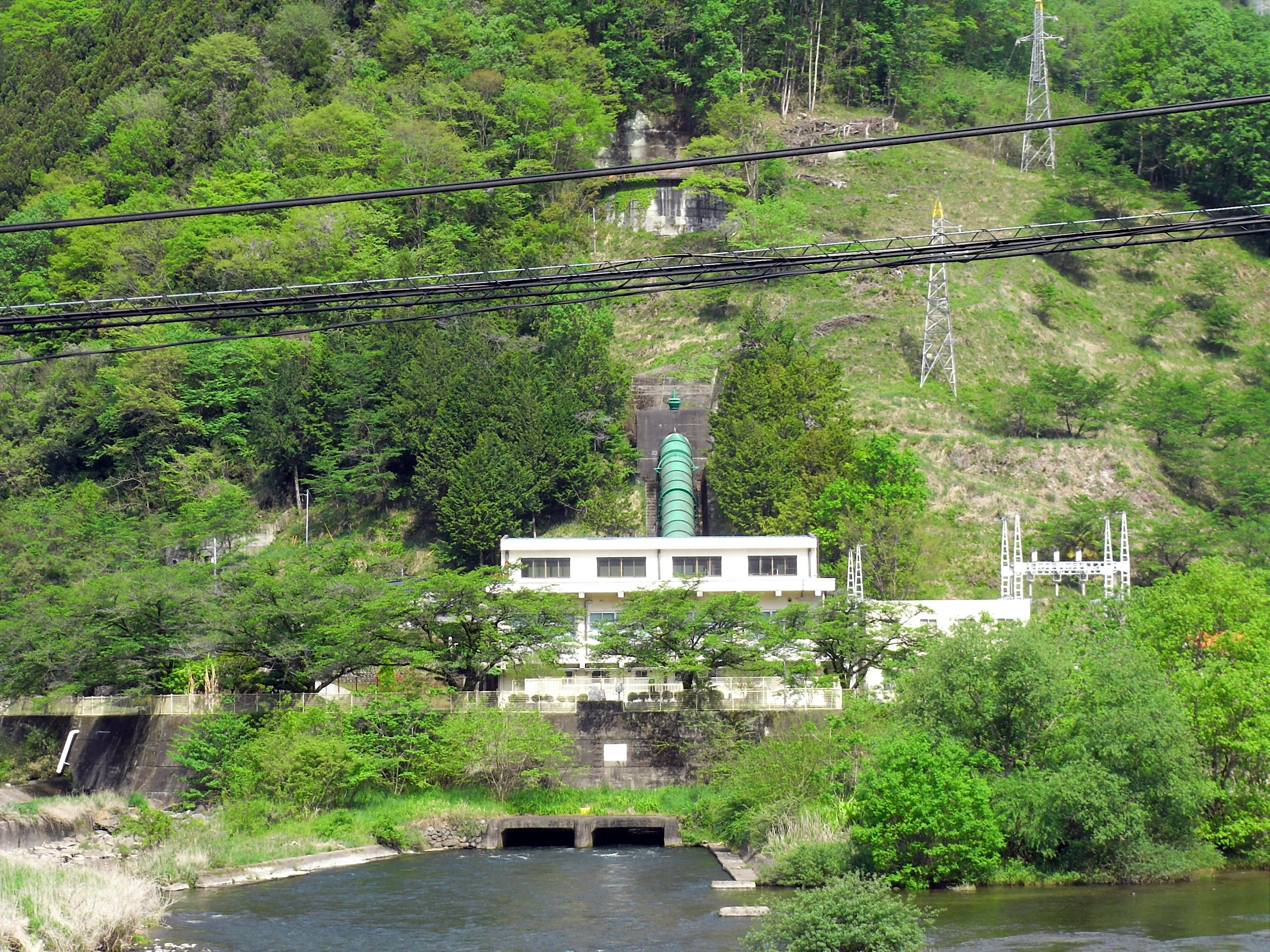
新見発電所。右から流れる高梁川に左から西川が合流する。

新見発電所は高梁川と西川の合流点付近にある県営のダム水路式発電所である。河本ダムの貯水を利用して最大10,900kW、常時1,200kWの発電を行い、電力会社へ供給している。発電所の放水口を真正面から見れるところは少ない。以前は桜の開花時期に施設が開放され、「新見発電所さくらまつり」が地域住民とともに開催されていた。

### 発電所の概要
- 所在地：岡山県新見市金谷
- 出力：最大10,900kW、常時1,200kW
- 使用水量：最大24.0m3/s、常時5.5m3/s
- 有効落差：54.85m
- 発電開始：1963年9月

## 周辺
- 岡山県道33号新見川上線
- 国道180号